# Arcade Fire
Arcade Fire és un grup de música originari de Mont-real al Canadà. Fou creat l'any 2003, i s'enquadra dins de l'estil indie rock, amb també tocs d'art rock i pop barroc. Liderat pel matrimoni format per Win Butler i Régine Chassagne, el grup és conegut per l'ús d'un gran nombre d'instruments musicals, així com per les seves actuacions en directe, on els membres acostumen a canviar els seus instruments durant el transcurs dels concerts.
Reconeguts per la crítica com un dels grups capdavanters del panorama musical del segle xxi, han estat guardonats amb diversos premis com el de millor àlbum alternatiu als premis Juno 2008 pel seu àlbum Neon Bible. També van ser nominats a diversos premis per l'àlbum Funeral el 2005. El 2010, el grup va publicar el seu tercer àlbum d'estudi, The Suburbs, també acollit amb aclamacions per part de la crítica i emportant-se el Premi Grammy a millor àlbum de l'any 2011, entre d'altres.

## Història
Llur primer àlbum, Funeral, va sortir el 14 de setembre de 2004 a Amèrica del Nord i el 28 de febrer de 2005 a Europa. El títol prové de la mort de diversos familiars dels components dels grup durant el procés de gravació de l'àlbum. Aquests fets influenciaren la temàtica de cançons com «Une année sans lumière», «In the Backseat» i «Haiti», una elegia de Chassagne al seu país d'origen.
L'àlbum fou ben rebut per la crítica i el públic del moment. Aparegué en diverses llistes de millors àlbums dels anys 2004 i 2005 (degut al retard en el llançament internacional), i les revistes Pitchfork, Filter, i No Ripcord, així com el canal MTV2, el coronaren com l'àlbum de l'any. La revista NME el considerà el segon millor llançament de l'any 2005 i la cançó «Rebellion (Lies)» la segona millor. Al novembre de 2005, Funeral havia venut ja més de 500.000 còpies a tot el món i va rebre un disc d'or al Canadà i el Regne Unit. Per a promoure l'àlbum, van començar una gira mundial que els portà a tocar en diversos festivals l'any 2005, com els de Coachella i Lollapalooza als Estats Units o Reading i Leeds a Anglaterra. El grup també ja va tocar el 2005 al festival Primavera Sound de Barcelona.
Per a la gravació del seu següent àlbum, el grup va comprar una església abandonada prop de Mont-real iva transformar-la en un estudi de gravació a la primeria de 2006, on van gravar l'àlbum Neon Bible. A la fi de l'any, el grup va publicar la primera cançó de l'àlbum, «Intervention». Fou el número ú en vendes al Canadà i Irlanda. El grup tocà en alguns programes de televisió a la primeria de 2007 i començà al setembre una gira per Amèrica del Nord i Europa. Al juliol, el grup va participar en el festival Summercase de Barcelona.
El tercer àlbum, The Suburbs va ser ben acollit per el públic i la crítica. Actuaren al Palau Sant Jordi de Barcelona durant la gira de The Suburbs, al novembre de 2010. Arcade Fire va ser premiat amb el millor àlbum de l'any als Premis Grammy el 2011. Arcade Fire va aprofitar i va vendre samarretes oficials amb el lema Who the fuck is Arcade Fire?, que significa «Qui collons és Arcade Fire?», frase repetida durant tota la gala pels espectadors en les xarxes socials. The Suburbs va ser premiat també per Juno Awards amb l'àlbum de l'any i millor àlbum alternatiu. Treuen dos videoclips interactius col·laborant amb Google, "We used to wait" i "Sprawl II (Mountains beyond mountains)" .
Tres anys després, el 2013 treuen Reflektor, el seu quart àlbum, amb un canvi notori d'estil. Compta amb James Murphy de productor, d'LCD Soundsystem. Hi barregen ritmes haitians, festa, disco i el seu rock característic. Tornen a passar per Barcelona al Primavera Sound, el maig del 2014. La segona cançó de l'àlbum, «We Exist», juntament amb el seu videclip, creen polèmica a YouTube al mostrar la història d'una dona transgènere. L'àlbum torna a ser premiat com àlbum de l'any i millor àlbum alternatiu per Juno Awards. Al final de la seva gira, Reflektour, Arcade Fire llença The Reflektor Tapes, un documental sobre la gravació de Reflektor, el tour, i pensaments dels components, així com l'embaràs de Regine Chassagne durant la gravació del disc.
L'any 2017 publiquen un cinquè disc d'estudi, Everything Now, que segueix la línia sonora de Reflektor. Aprofitant el seu pas pel festival Primavera Sound aquell any, Arcade Fire van anunciar el disc i presentaren el primer senzill: «Everything Now». Al mateix festival van aparèixer en un concert sorpresa durant la jornada d'obertura on van interpretar dues noves cançons: «Everything Now» i «Creature Comfort». Així van dissipar qualsevol dubte sobre una futura publicació discogràfica. El disc presenta una sonoritat amb forta presència de sintetitzadors i reminiscències a la música disco dels anys 70 del segle xx, però també incorpora cadències sonores pròpies del reggae, el blues i altres estils. El disc està produït per Arcade Fire, amb l'ajuda de Thomas Bangalter de Daft Punk, Steve Mackey de Pulp i el productor Markus Dravs, amb qui ja havien col·laborat en Reflektor, The Suburbs i Neon Bible. A nivell temàtic, Everything Now, s'entén com una crítica al consumisme i al capitalisme, sobretot amb la cançó doble «Infinite Content». Alhora, també fa incidència a temàtiques com l'angoixa juvenil i el suïcidi adolescent en cançons com «Creature Comfort» o «Good God Damn».

## Discografia
- Funeral (2004)
- Neon Bible (2007)[4]
- The Suburbs (2010)[4]
- Reflektor (2013)
- Everything Now (2017)[8]
- We (2022)
- Pink Elephant (2025)